# John William Waterhouse
John William Waterhouse (ur. 6 kwietnia 1849 r. w Rzymie, zm. 10 lutego 1917 r. w Londynie) – malarz brytyjski. Przedstawiciel neoklasycyzmu i prerafaelita, znany szczególnie z portretów kobiecych postaci mitycznych i literackich.
Kiedy miał pięć lat, jego rodzina przeniosła się z Rzymu do Londynu. Początkowo malarstwa uczył go ojciec William Waterhouse. Od 1870 roku studiował w londyńskiej Królewskiej Akademii Sztuki (The Royal Academy of Arts).
W 1874 podczas Letniej Wystawy organizowanej przez Royal Academy wystawił będący klasyczną alegorią obraz Sleep and His Half-Brother Death, który spotkał się z entuzjastycznym przyjęciem. Odtąd wystawiał tam swe obrazy corocznie aż do śmierci w 1917. W 1895 został członkiem Akademii Królewskiej.
Najbardziej znany obraz artysty to The Lady of Shalott, przedstawiający jedną z bohaterek legendy o Królu Arturze i Rycerzach Okrągłego Stołu – Elaine z Astolat, która unosząc się na łodzi, umarła z żalu wskutek nieodwzajemnionej miłości do Lancelota.

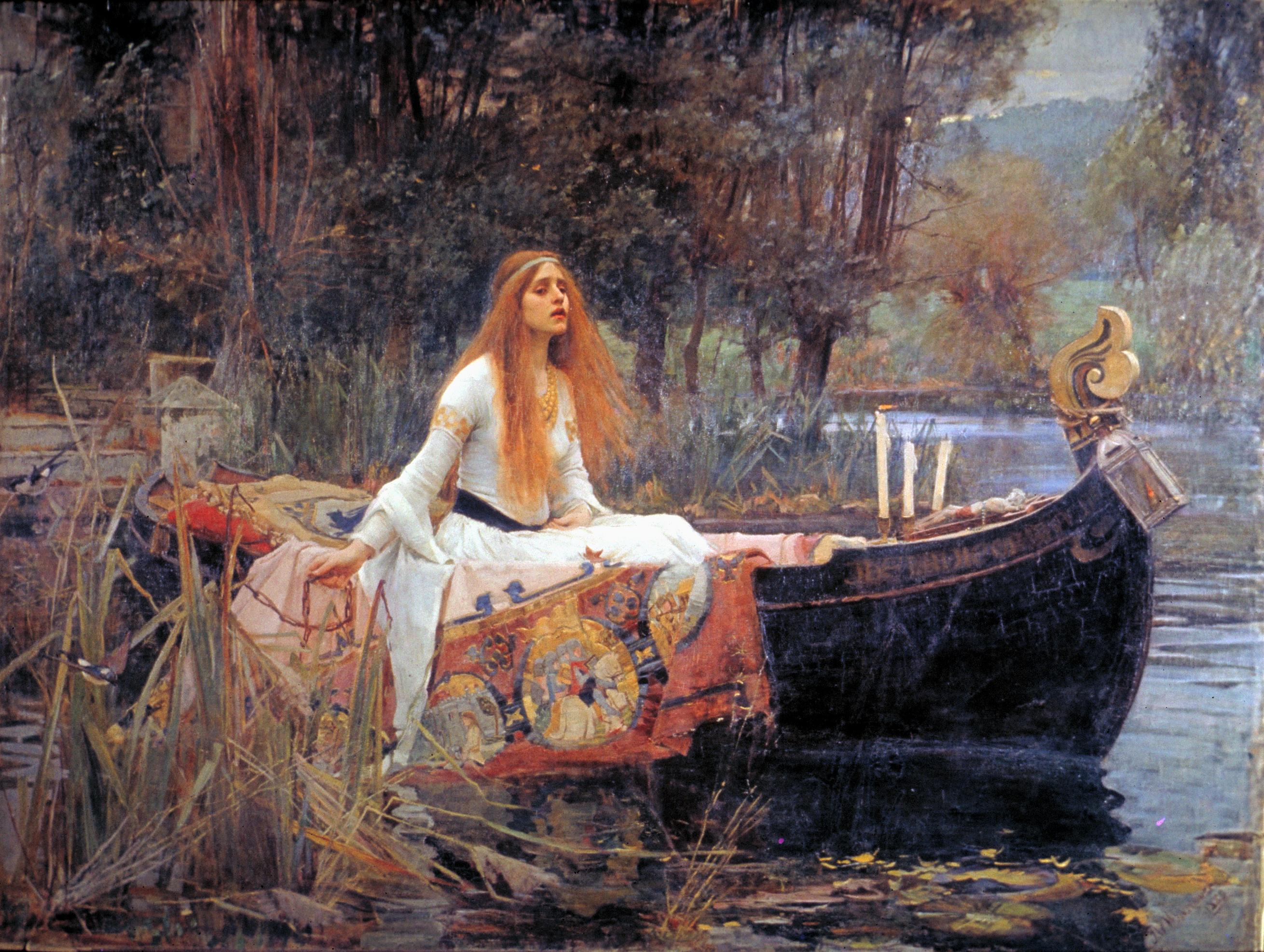
The Lady of Shalott, 1888
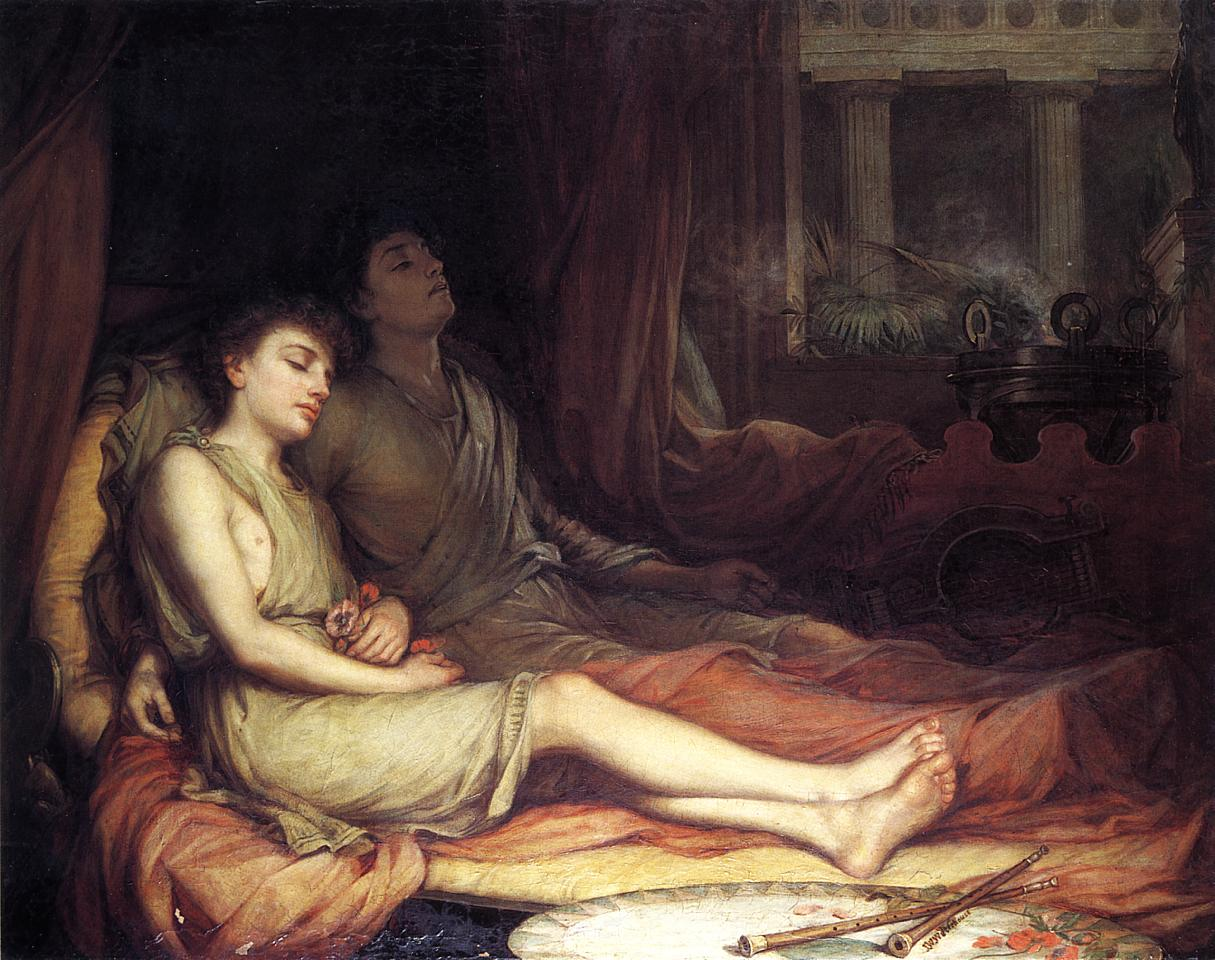
Sleep and His Half-brother Death, 1874
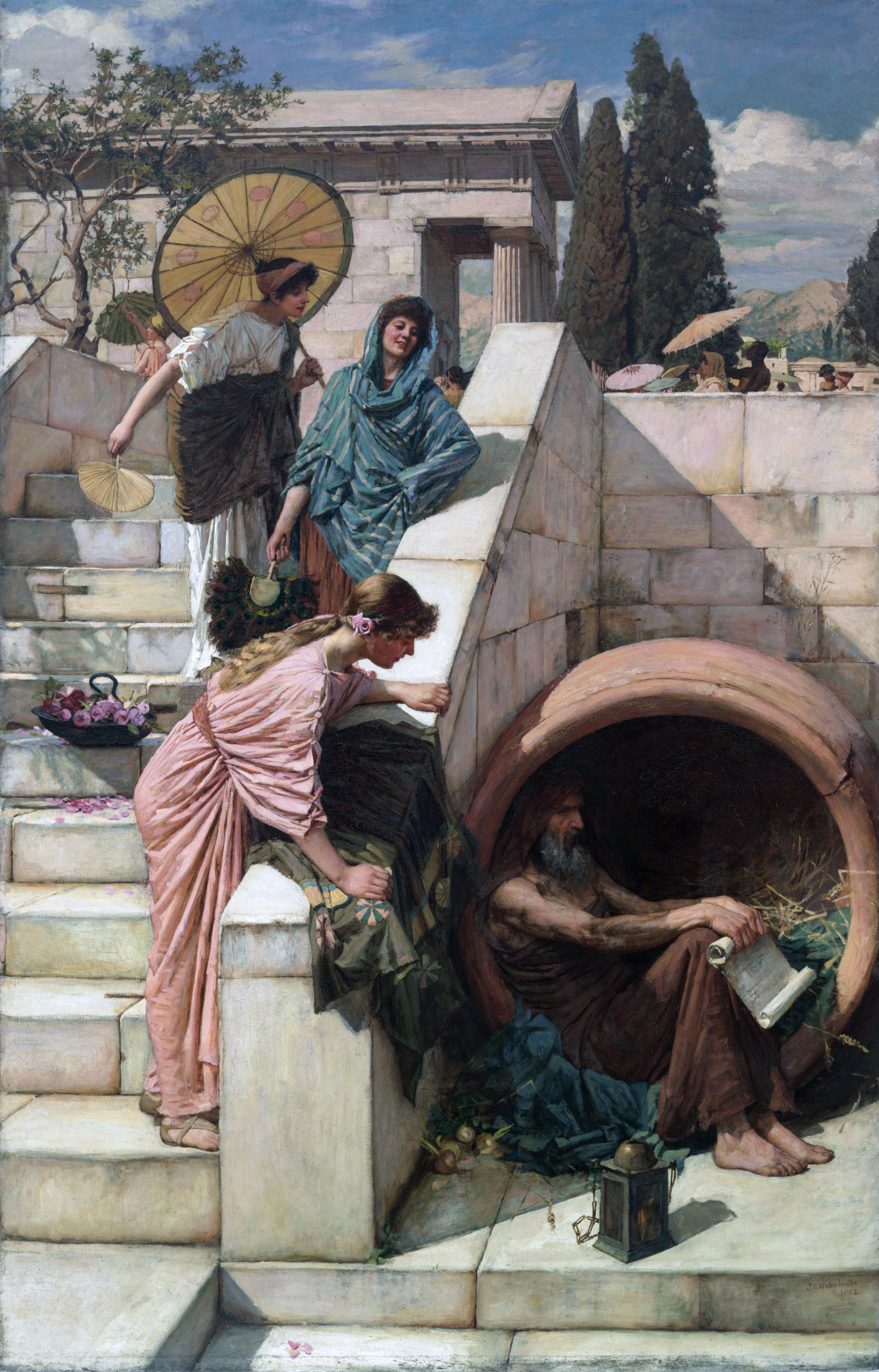
Diogenes z Synopy, 1882
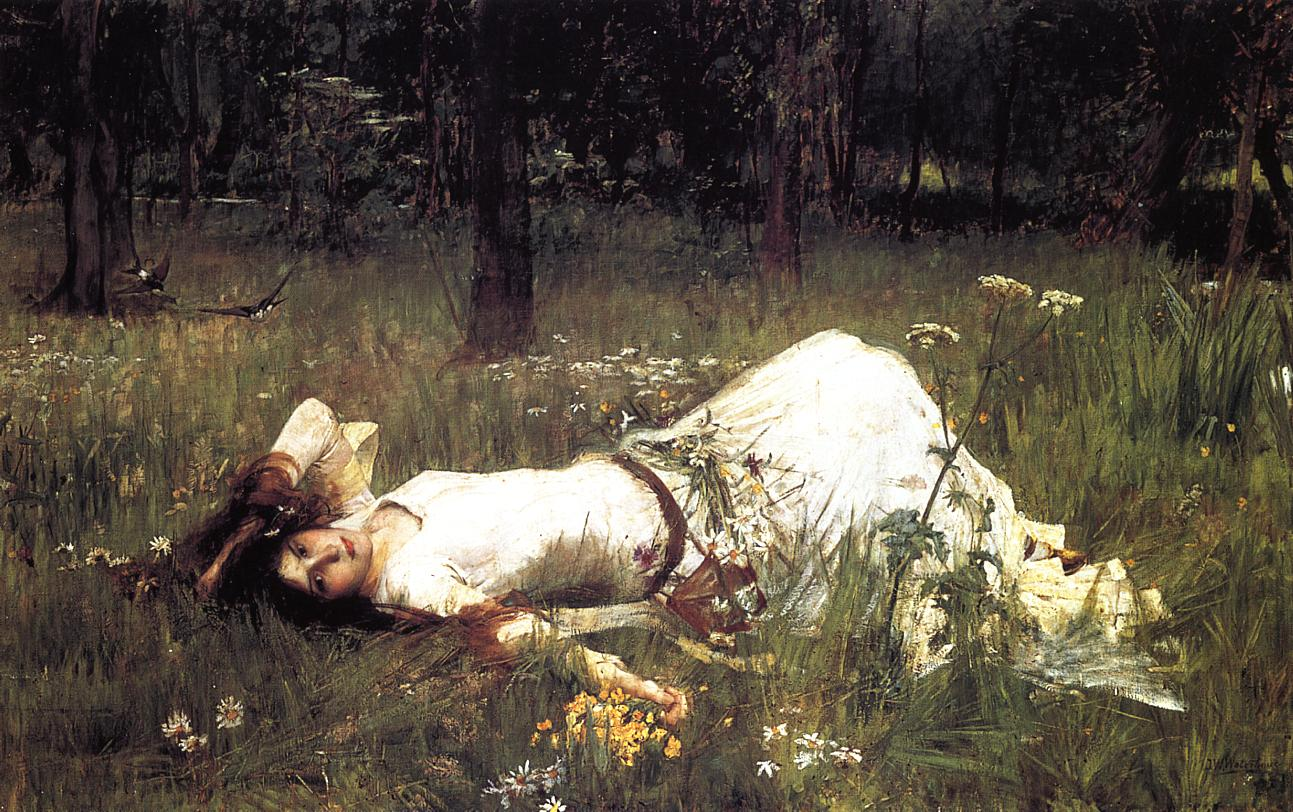
Ofelia, 1889
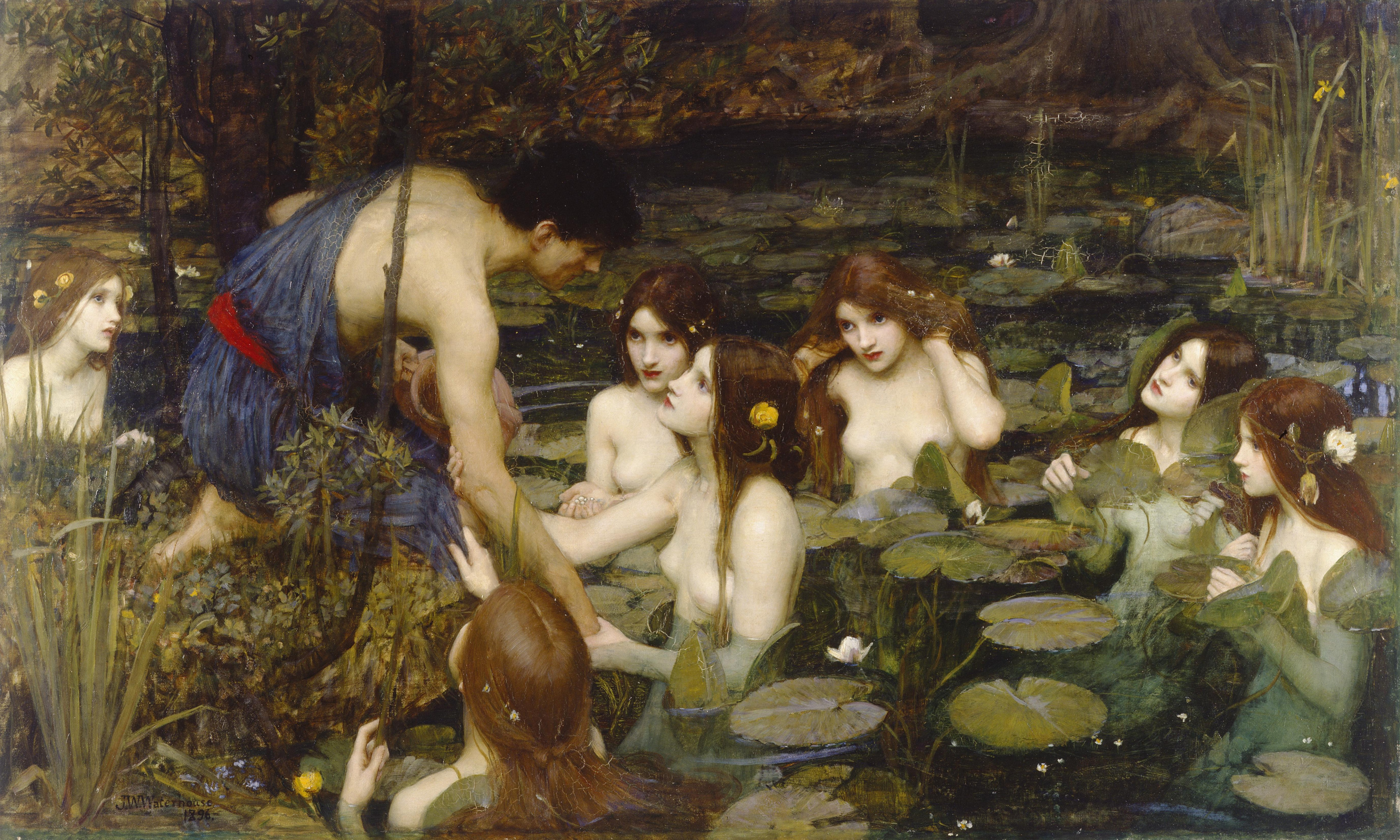
Hylas i nimfy, 1896
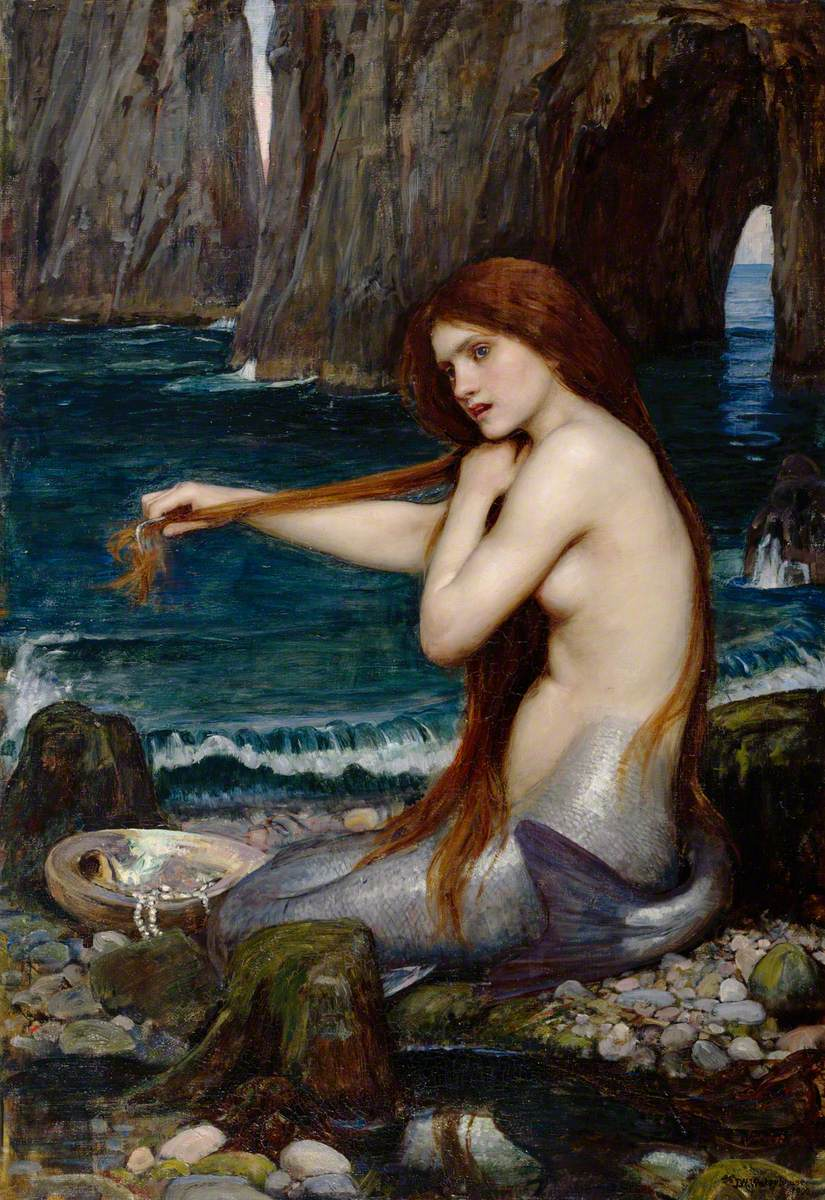
Syrena, ok. 1900